# Teodor Černý
Teodor Černý, född den 18 januari 1957 i Kadaň, Tjeckien, är en tjeckoslovakisk tävlingscyklist som tog OS-brons i lagförföljelsen vid olympiska sommarspelen 1980 i Moskva. 